# محاصره بزابد (شاپور دوم)
محاصره شاپور دوم بزابد در سال ۳۶۰ میلادی در زابدیسین علیه رومیان رخ داد. علی‌رغم مقاومت قاطع سه لژیون رومی و کمانداران محلی، ساسانیان به فرماندهی شاپور دوم باموفقیت بزابد را محاصره کردند و رومیان را شکست دادند.
گفته می‌شود که یک دژکوب جنگی یکی از برج‌ها را پایین آورده و محاصره‌کنندگان از طریق آن وارد شهر شدند.
کمی بعد در همان سال کنستانتیوس دوم تلاشی برای بازپسگیری شهر انجام داد، که با موفقیت همراه نبود.